# Rudtjärnen (Karbennings socken, Västmanland)
Rudtjärnen är en sjö i Norbergs kommun i Västmanland och ingår i Norrströms huvudavrinningsområde. Sjön ligger inom området för den stora skogsbranden i Västmanland 2014.